# Josep Miró i Ardèvol
Josep Miró i Ardèvol (Barcelona, 28 de abril de 1944) es un político e ingeniero técnico español. Estudió Ingeniería Técnica Agrícola en la Escola Superior d'Agricultura de Barcelona (en aquella época denominada Escuela de Peritos Agrícolas y de Especialidades Agropecuarias), y está diplomado en Ordenación Territorial (ESECCP). Ha ocupado diferentes cargos directivos en empresas como IBERING Enginyeria, S.A, o INTECASA SL.

## Biografía
Comenzó su actividad política con la reconstitución de la Federació Nacional d'Estudiants de Catalunya (FNEC), en 1963. Encarcelado en 1969, juzgado por asociación ilícita por el Tribunal de Orden Público en 1971 y posteriormente absuelto. Miembro fundador de Unió del Centre de Catalunya (UCC) hasta su integración en CDC (1978-1980). En las elecciones al Parlamento de Cataluña de 1988 fue escogido diputado y fue nombrado Consejero de Agricultura de la Generalidad de Cataluña, cargo que ocupó desde 1984 a 1989, y concejal del Ayuntamiento de Barcelona de 1999 a 2002, cargo que abandonó para fundar la asociación e-cristians. Ha publicado diversos libros en los defiende los valores cristianos en la sociedad actual, opuesto al matrimonio homosexual y colabora en varios medios de comunicación.
En junio de 2004, fundó el portal de noticias conservador Forum Libertas.
Es presidente de la Convención de Cristianos por Europa y miembro del Consejo Pontificio para los Laicos desde 2008. Dirigió el Institut d'Estudis del Capital Social (INCAS) de la Universitat Abat Oliba, en Barcelona hasta abril de 2014. Decidido opositor al aborto y a la práctica de la homosexualidad, considera que la crisis actual está causada por la pérdida de los valores cristianos que hechos como la aceptación pública de la homosexualidad o el aborto representan.[cita requerida] Contrario a aceptar la marginación de las creencias religiosas al ámbito privado, ha denunciado en repetidas ocasiones la "cristianofobia" de aquellos que proponen un estado y unas leyes laicistas.[cita requerida]

## Obras
- La participación de Gerona al equipamiento comercial agropecuario internacional de España (Viabilidad de un centro internacional de productos agropecuarios) (1970)
- Catalunya pobra: introducció a una anàlisi territorial de la pobresa (Barcelona, 1974)
- Los regadios de Gerona en el desarrollo provincial (Girona, 1975)
- Aproximació a la política econòmica de la Generalitat de Catalunya: 1980-1983 (Barcelona, Pòrtic, 1984)
- Més enllà de l'autonomia (Barcelona, Columna, 1997)
- El desafío cristiano: propuestas para una acción social cristiana (Barcelona, Planeta, 2005)
- Homosexualitat, matrimoni i adopció: un enfocament des del capital social (Barcelona, 2005)
- El fin del bienestar y algunas soluciones políticamente incorrectas (Madrid, Ciudadela Libros, 2008)
- Retorn a la responsabilitat (Barcelona, Mina, 2008)
- La familia al rescate de la economía (Sevilla, 2013)
- La sociedad desvinculada (Barcelona, Stella Maris, 2014)

Coordinador de:
- Evaluación de la sostenibilidad del estado de bienestar en España (2007)
- Impacto económico del aborto (2010)